# Samuel L. Mitchill
Samuel L. Mitchill (Hempstead, 1764. augusztus 20. – New York, 1831. szeptember 7.) az Amerikai Egyesült Államok szenátora (New York, 1804–1809).